# NGC 4449
NGC 4449（Caldwell 21）は、りょうけん座の不規則銀河であるがマゼラン渦巻銀河に似た構造をもつ銀河である。1200万光年彼方に位置し、銀河系を含む局所銀河群に比較的近い銀河群であるM94銀河群（りょうけん座I銀河群）の一員である。

## 特徴

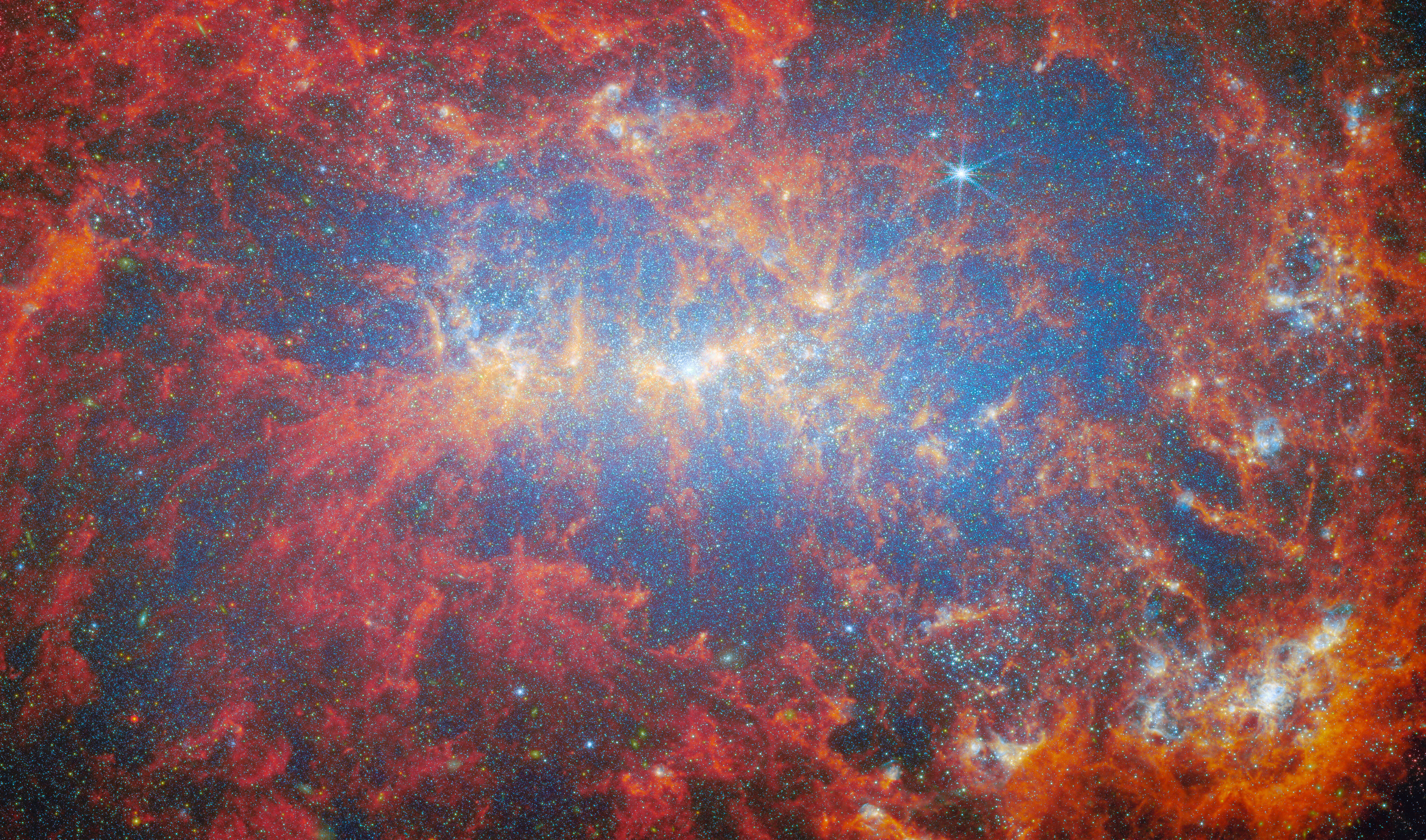
JWST撮影。

この銀河は、銀河系の伴銀河である大マゼラン雲と似た大きさであるが、暗く小さい。NGC 4449は、大マゼラン雲でも特徴的な、若い青色の星団をちりばめた棒構造を持つ。
星形成の割合の高さ(大マゼラン雲の約2倍)からNGC 4449はスターバースト銀河ではないかと考えられており、大質量で若い恒星の多い超星団をいくつか含み、そのうち一つは銀河の中心にある。
写真の水素原子ガスのピンク色の輝きは、大規模な星形成領域の形跡となっている。
NGC 4449は視直径75秒に広がる中性水素原子の層に囲まれている。この層は付近の銀河による相互作用を受けてゆがみが起こっていることを示している。
また、近くの銀河との相互作用は、NGC 4449での星形成に影響を与えたと考えられており、2012年にはこの銀河と相互作用をしている2つの矮小銀河が発見された。NGC 4449は表面輝度が低いためNGC 4449のハローと同質量の矮小楕円体銀河が隠れているが、NGC 4449の5倍から10倍ものダークマターが存在する。また、破壊された球状星団があり、ガスの豊富な銀河の中心核から生まれた恒星がはぎ取られて潮汐尾を伴っている。両伴銀河は見かけ上、NGC 4449によって見えず、衝突・合体の段階にある。